# Хави Мартинез
Хавијер „Хави“ Мартинез Агинага (шп. Javier "Javi" Martínez Aginaga; Естеља, 2. септембар 1988) је шпански фудбалер који игра за Катар у Првој лиги Катара, као штопер или задњи везни.
Стигао је у Атлетик Билбао 2006. године пре свог 18. рођендана, брзо се наметнуо као стартер.
Мартинез је освојио Светско првенство 2010 и Европско првенство 2012 са репрезентацијом Шпаније.

## Клупска каријера

### Атлетик Билбао
Мартинез је рођен у Естеља-Лизара, Навари. Потписао је уговор са Атлетиком као 17-годишњак за шест милиона евра у лето 2006. Мартинез убрзо постао редован стартер у својој првој сезони, забележивши значајне резултате. Сезону је завршио са 35 одиграних утакмица, на којима је постигао 3 гола.

### Бајерн Минхен
Дана 29. августа 2012, ФК Бајерн Минхен је платио откупну клаузулу од 40 милиона € у његовом уговору, Мартинез је потписао петогодишњи уговор са немачким клубом. Он је тако поставио рекорд у 50-годишњој историји Бундеслиге. Мартинез је дебитовао 2. септембра - на дан свог 24. рођендана -ушавши у 77 минуту као замена Бастијану Швајнштајгеру, на мечу против Штутгарта. Он је постигао свој први гол за нови клуб против Хановера 96, 24. новембра.

## Трофеји и награде

### Клупски
Атлетик Билбао
- Лига Европе : финале 2011/12.

Бајерн Минхен
- Првенство Немачке (9) : 2012/13, 2013/14, 2014/15, 2015/16, 2016/17, 2017/18, 2018/19, 2019/20, 2020/21.
- Куп Немачке (5) : 2012/13, 2013/14, 2015/16, 2018/19, 2019/20.
- Суперкуп Немачке (4) : 2016, 2017, 2018, 2020.
- Лига шампиона (2) : 2012/13, 2019/20.
- УЕФА суперкуп (2) : 2013, 2020.
- Светско клупско првенство (2) : 2013, 2020.

### Репрезентативни
Шпанија
- Светско првенство (1) : 2010.
- Европско првенство (1) : 2012.
- Куп конфедерација : (друго место) 2013.
- Европско првенство до 21. године (1) : 2011.
- Европско првенство до 19. година (1) : 2007.